# Schoppenvrouw (hoorspel)
Schoppenvrouw is een hoorspel naar de novelle Пиковая дама (1833) van Aleksandr Poesjkin, vertaald door Hélène Swildens. De TROS zond het uit op woensdag 3 maart 1976, van 23:00 uur tot 23:45 uur. De regisseur was Harry Bronk.

## Rolbezetting
- Barbara Hoffman (Anna Fjedorovna)
- Bert Dijkstra (Alexander Naroemov)
- Paul van der Lek (Pawel Tomsky)
- Corry van der Linden (Lisawjeta Iwanovna)
- Dogi Rugani (de gravin)
- Hans Veerman (Hermann von Heyse)
- Huib Orizand (Tsjekalinsky)
- Hans Karsenbarg (Pjotr)
- Frans Vasen (Michaïel)
- Tonny Foletta (Waker)
- Irene Poorter (meisje)

## Inhoud
De protagonist is een jonge legerofficier, Hermann, die geobsedeerd raakt door een systeem waarmee hij altijd zou winnen bij het gokken. Dat geheim deelt hij uitsluitend met de gravin die de grootmoeder is van Lisawjeta, het meisje op wie hij verliefd is. Hij breekt ’s nachts in bij de gravin om haar het geheim van ‘de drie kaarten’ te ontfutselen, maar jaagt haar zoveel schrik aan dat ze ter plekke overlijdt. Ze keert echter als geestverschijning terug en verraadt Hermann het geheim. Deze laat vervolgens Lisawjeta (die zichzelf dan verdrinkt) in de steek en verdwijnt naar de gokhal om zijn fortuin te maken. Maar helaas: wanneer hij de beruchte derde kaart omkeert, blijkt dat niet de verwachte aas, doch de schoppenvrouw te zijn. In wanhoop pleegt hij zelfmoord.